# 덴마크-노르웨이어
덴마크-노르웨이어(덴마크어 및 노르웨이어: dansk-norsk; 영어: Dano-Norwegian)는 덴마크 왕국과 노르웨이 왕국의 연합(1536/1537–1814) 후기에 노르웨이 도시의 도시 엘리트층 사이에서 발전한 코이네어/혼합어였다. 이 코이네어에서 비공식적인 표준어인 릭스몰(Riksmål)과 공식 표준어인 보크몰(Bokmål)이 발전했다. 보크몰은 현재 현대 노르웨이어에서 가장 널리 사용되는 표준어이다.

## 같이 보기
- 노르웨이어

- 보크몰
- 뉘노르스크
- 릭스몰
- 회위노르스크

- 코노트 아일랜드어
- 듀오링고